# Себрово (Волгоградська область)
Себрово (рос. Себрово) — робітниче селище у Михайлівському районі Волгоградської області Російської Федерації.
Населення становить 4926  осіб. Входить до складу муніципального утворення Себровська сільська рада Михайлівського міського округу.

## Історія
Населений пункт розташований у межах українського історичного та культурного регіону Жовтий Клин.
Згідно із законом від 28 червня 2012 року № 65-ОД органом місцевого самоврядування є відділ сільської території Себровська сільська рада Михайлівського міського округу.

## Населення
| 1989  | 2002  | 2009  | 2010  | 2012  | 2013  | 2014  |
| ----- | ----- | ----- | ----- | ----- | ----- | ----- |
| 5114  | ↘4486 | ↘4192 | ↗4935 | ↘4931 | ↗4932 | ↘4922 |
| 2015  | 2016  | 2017  | 2018  | 2019  |       |       |
| ↗4924 | →4924 | ↗4926 | ↗4928 | ↘4926 |       |       |